# Гандия
Гандѝя (на испански: Gandía) е испански град в административната автономна област Валенсия. Пристанищният град на Средиземно море е разположен в източната част на Испания и на т.нар. Коста де Асахар (Бряг на портокаловите цветове). Населението му наброява 74 121 души (по данни към 1 януари 2017 г.). Гандия се намира на около 65 км южно от градовете Валенсия и 100 км северно от Аликанте. Той е известен туристически център.
През средновековието Гандия става център на Херцогство и на известното семейство Борха (Борджия).
Тук е роден и Франсиско де Борха, трети генерал на ордена на йезуити.